# Myristinsäureethylester
Myristinsäureethylester ist eine chemische Verbindung aus der Gruppe der Fettsäureester.

## Vorkommen
Myristinsäureethylester wurde in Aprikosen, Weintrauben, Birnen, Paprika, Rindfleisch, Bier, Rum, Tee, Guaven, Vitis vinifera, Ingwer, Gruyere Käse, Blauschimmelkäse, gekochtem Hammelfleisch, Wein, Cognac, Whiskey, Sekt, Kakao, Kokosfleisch, Mangos, Maiskeimöl, Holunder- und Mastixkautschukblattöl gefunden.

## Gewinnung und Darstellung
Myristinsäureethylester kann durch Reaktion von Myristinsäure mit Ethanol in Gegenwart von Chlorwasserstoff gewonnen werden.

## Eigenschaften
Myristinsäureethylester ist eine brennbare, schwer entzündbare, gelbe Flüssigkeit mit schwach fettsäureartigem Geruch, die praktisch unlöslich in Wasser ist. Die Verbindung hat einen milden, wachsartigen, seifigen Geruch, der an Orris erinnert.

## Verwendung
Myristinsäureethylester kann sich im menschlichen Körper durch den nicht-oxidativen Stoffwechsel von Ethanol bilden und wird zusammen mit anderen Fettsäureestern als Alkoholmarker im Haar verwendet. Die Verbindung wird auch als Aromastoff eingesetzt. Sie ist eine Komponente aus dem ätherischen Öl des natürlichen Weißdornduftes und wird auch häufig in Kosmetika, Seifen und Aromen verwendet.